# Kuksa

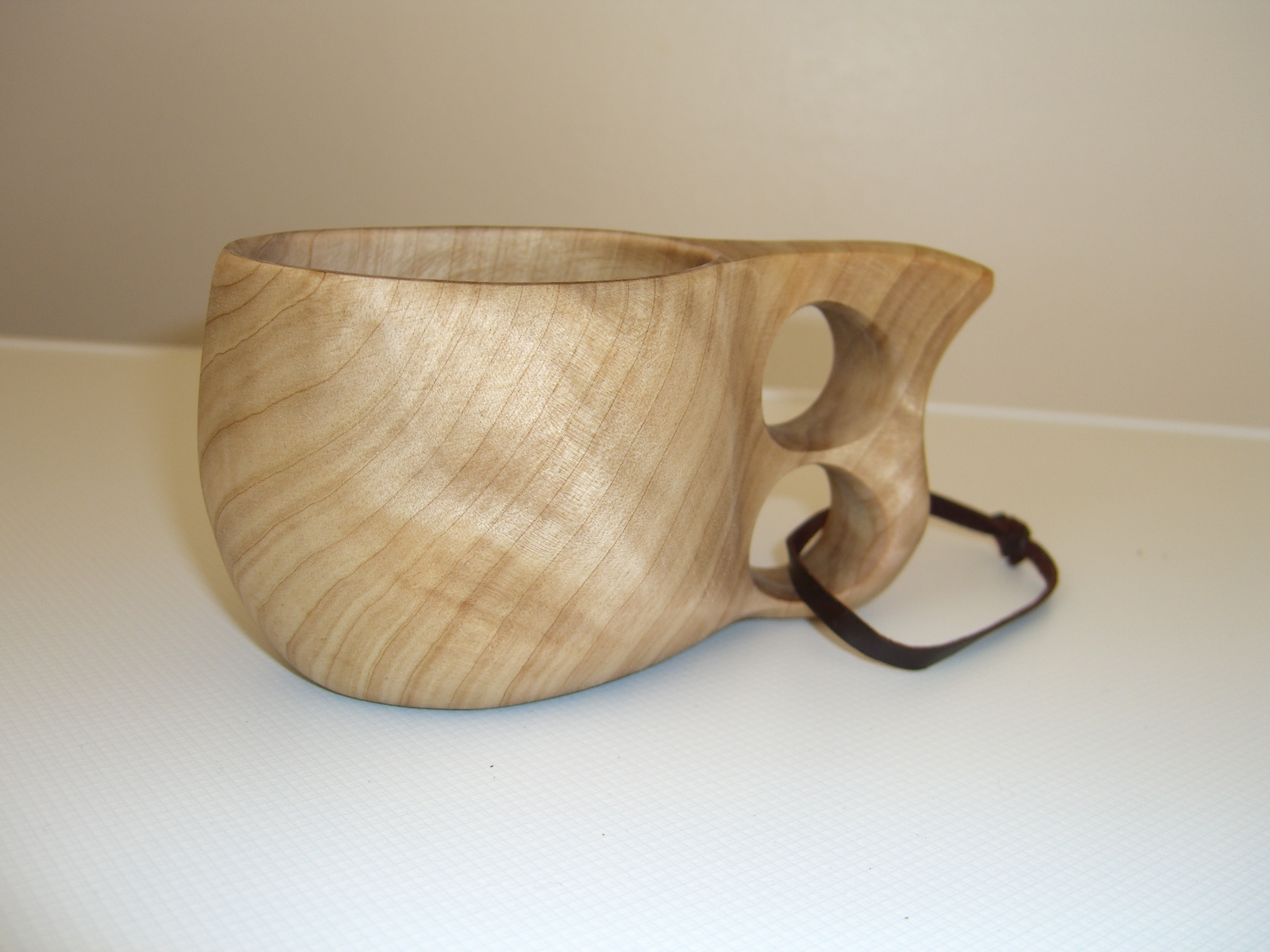
Kuksa

Kuksa (severosámsky guksa, finsky kuksa, švédsky kåsa) je typ hrnku na pitnou vodu, tradiční duodji (řemeslo) vyráběný Sámy v severní Skandinávii z vyřezávaných březových nádorů (výrostků).

## Výroba
Nádor se vytvaruje do hrubého tvaru, pečlivě vysuší, aby nedošlo k popraskání dřeva a poté se dotvoří v souladu s místními tradicemi. Kuksa z březového nádoru vydrží déle, než kuksa z obyčejného březového dřeva. Původně se kuksa v arktických oblastech široce používala jako hrneček pro osobní pití; dobře vyrobena vydržela celý život.

## Údržba
Kuksa se tradičně jen vypláchla čistou vodou a po použití se vysušila hadříkem. Nepoužívají se žádné čisticí prostředky, protože mnoho lidí se domnívá, že se tak kuksa poškodí.

## Moderní kuksy

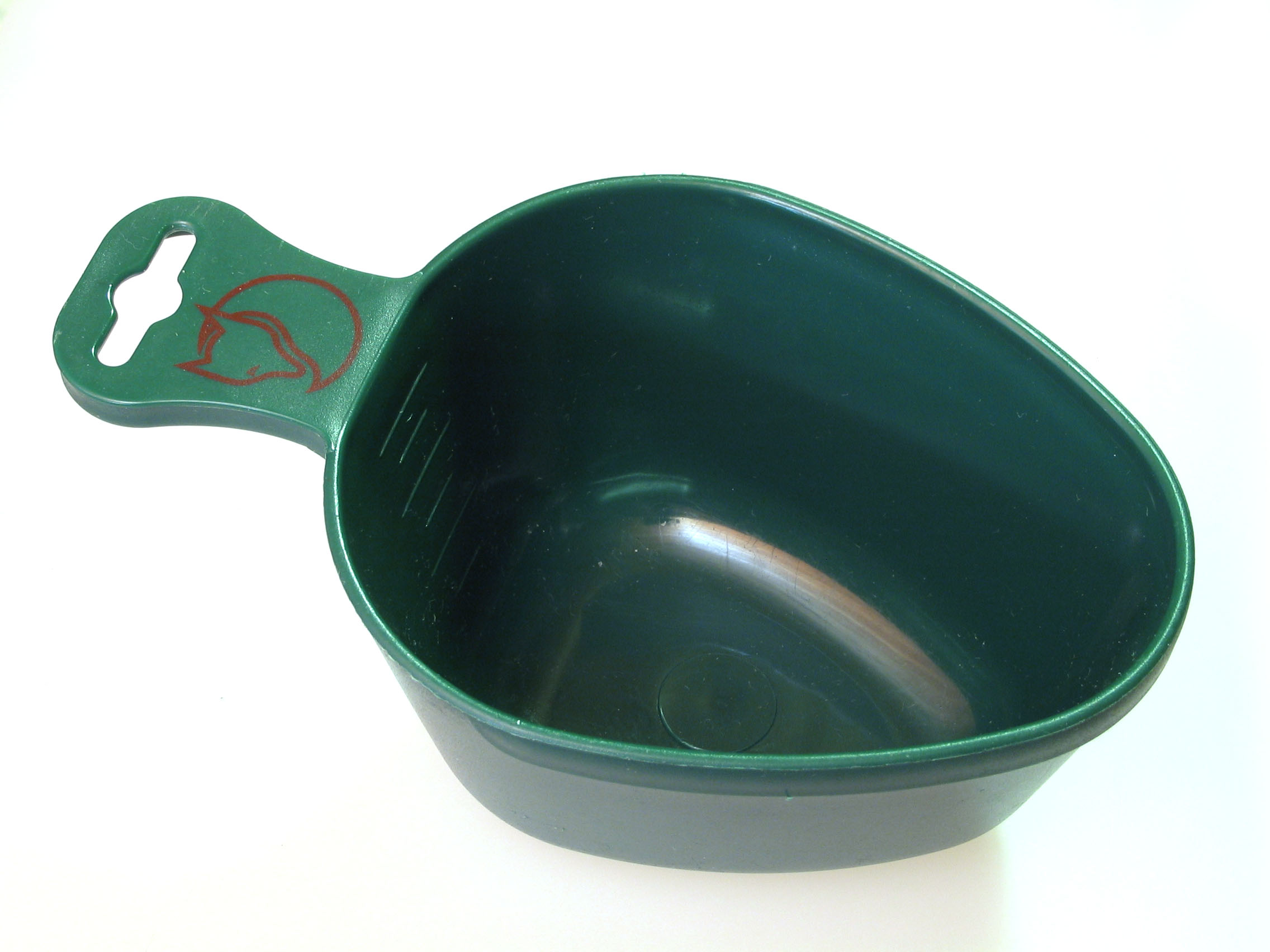
Moderní plastová kåsa (nebo hrnek)

Tradiční kuksy je dnes obtížné najít mimo severní Skandinávii, částečně proto, že se v moderním mechanizovaném lesním hospodářství nádory jen zřídka sklízejí. Se zavedením skleněného, keramického a kovového nádobí se dovednost vytvářet taková umělecká díla duodži stala spíše dovedností zábavnou než základní, jak tomu bylo v minulosti.